# Alex Lacamoire
Alex Lacamoire (Los Angeles, 24 maggio 1975) è un arrangiatore, compositore e direttore d'orchestra statunitense.

## Biografia
Nato a Los Angeles, Alex Lacamoire ha cominciato a studiare il pianoforte all'età di quattro anni. Successivamente si è laureato primo della sua classe al Berklee College of Music nel 1995.
La carriera di Lacamoire è cominciata a Broadway nel 2001, quando ha curato la direzione musicale, gli arrangiamenti e le orchestrazioni di Bat Boy the Musical. Successivamente ha curato gli arrangiamenti e la direzione musicale di diversi altri musical a Broadway e in tour, tra cui Godspell (2001) e Wicked (2005).
Il successo è arrivato grazie alla collaborazione con Lin-Manuel Miranda, per cui ha creato le orchestrazioni per il musical In the Heights; lo show è andato in scena con grande successo a Broadway e nell'Off-Broadway e per il suo lavoro Lacamoire ha vinto il Tony Award alla miglior orchestrazione e il Grammy Award al miglior album di un musical teatrale. Nel 2012 ha collaborato con Tom Kitt per gli arrangiamenti del musical Bring It On - The Musical, ancora una volta in collaborazione con Miranda. Nello stesso anno ha curato anche gli arrangiamenti per un revival di Broadway del musical Annie.
Nel 2015 ha scritto con Miranda gli arrangiamenti del musical Hamilton, di cui ha poi curato anche le orchestrazioni e diretto l'orchestra durante le rappresentazioni del musical prima nell'Off-Broadway e poi a Broadway. Anche per Hamilton Lacamoire ha vinto il Tony Award e il Grammy Award.
Nel 2016 ha vinto il suo terzo Tony e il suo terzo Grammy in veste di arrangiatore e orchestratore di Dear Evan Hansen. Sempre nello stesso anno ha creato gli arrangiamenti per il musical Carmen Jones, mentre nel 2017 è stato produttore esecutivo di The Greatest Showman. Nel 2019 ha scritto la colonna sonora e curato la direzione musicale delle miniserie televisiva Fosse/Verdon, per cui ha vinto il suo primo Premio Emmy. Nel 2021 ha composto la colonna sonora del film d'animazione Vivo.

## Riconoscimenti
- Tony Award
  - 2008 – Migliori orchestrazioni per In the Heights
  - 2016 – Migliori orchestrazioni per Hamilton
  - 2017 – Migliori orchestrazioni per Dear Evan Hansen
- Drama Desk Award
  - 2007 – Candidatura per le migliori orchestrazioni per In the Heights
  - 2009 – Candidatura per le migliori orchestrazioni per 9 to 5
  - 2015 – Candidatura per le migliori orchestrazioni per Hamilton
- Premio Emmy
  - 2019 – Miglior direzione musicale per Fosse/Verdon
- Grammy Award
  - 2009 – Miglior album di un musical teatrale per In the Heights
  - 2010 – Candidatura per il miglior album di un musical teatrale per 9 to 5
  - 2016 – Miglior album di un musical teatrale per Hamilton
  - 2018 – Miglior album di un musical teatrale per Dear Evan Hansen
  - 2019 – Miglior colonna sonora per The Greatest Showman
- Premio Laurence Olivier
  - 2020 – Migliori nuove orchestrazioni per Dear Evan Hansen